# Samantha Roberts
Samantha Roberts, född 21 april 2000, är en antiguansk och barbudansk simmare.

## Karriär
Roberts tävlade för Antigua och Barbuda vid olympiska sommarspelen 2016 i Rio de Janeiro, där hon blev utslagen i försöksheatet på 50 meter frisim.
I juli 2021 vid OS i Tokyo slutade Roberts på 54:e plats på 50 meter frisim.